# Порт-Мюррей (Нью-Джерсі)
Порт-Мюррей (англ. Port Murray) — переписна місцевість (CDP) в США, в окрузі Воррен штату Нью-Джерсі. Населення — 227 осіб (2020).

## Географія
Порт-Мюррей розташований за координатами 40°47′37″ пн. ш. 74°54′49″ зх. д. / 40.79361° пн. ш. 74.91361° зх. д. (40.793505, -74.913547).  За даними Бюро перепису населення США в 2010 році переписна місцевість мала площу 0,44 км², з яких 0,43 км² — суходіл та 0,00 км² — водойми.

## Демографія
Згідно з переписом 2010 року, у переписній місцевості мешкало 129 осіб у 57 домогосподарствах у складі 39 родин. Густота населення становила 296 осіб/км².  Було 63 помешкання (145/км²).
Расовий склад населення:
| - 97,7 % — білих - 1,6 % — чорних або афроамериканців |

До двох чи більше рас належало 0,8 %. Частка іспаномовних становила 1,6 % від усіх жителів.
За віковим діапазоном населення розподілялося таким чином: 14,7 % — особи молодші 18 років, 65,9 % — особи у віці 18—64 років, 19,4 % — особи у віці 65 років та старші. Медіана віку мешканця становила 48,1 року. На 100 осіб жіночої статі у переписній місцевості припадало 126,3 чоловіків;  на 100 жінок у віці від 18 років та старших — 120,0 чоловіків також старших 18 років.
Цивільне працевлаштоване населення становило 80 осіб. Основні галузі зайнятості: науковці, спеціалісти, менеджери — 81,3 %, транспорт — 18,8 %.